# BNP Paribas Primrose 2022
Il BNP Paribas Primrose 2022 è stato un torneo maschile di tennis professionistico. È stata la 13ª edizione del torneo, facente parte della categoria Challenger 125 nell'ambito dell'ATP Challenger Tour 2022, con un montepremi di 134 920 €. Si è svolto dal 9 al 15 maggio 2022 sui campi in terra rossa del Villa Primrose di Bordeaux in Francia.

## Partecipanti

### Teste di serie
| Nazionalità | Giocatore           | Ranking* | Testa di serie |
| ----------- | ------------------- | -------- | -------------- |
| Francia     | Hugo Gaston         | 68       | 1              |
| Francia     | Benjamin Bonzi      | 70       | 2              |
| Francia     | Richard Gasquet     | 76       | 3              |
| Spagna      | Carlos Taberner     | 89       | 4              |
| Spagna      | Jaume Munar         | 98       | 5              |
| Francia     | Quentin Halys       | 101      | 6              |
| Brasile     | Thiago Monteiro     | 103      | 7              |
| Perù        | Juan Pablo Varillas | 104      | 8              |

* Ranking al 2 maggio 2022.

### Altri partecipanti
I seguenti giocatori hanno ricevuto una wild card per il tabellone principale:
- Arthur Fils
- Hugo Grenier
- Lucas Pouille

I seguenti giocatori sono entrati in tabellone come special exempt:
- Grégoire Barrère
- Pavel Kotov

I seguenti giocatori sono passati dalle qualificazioni:
- Martín Cuevas
- João Menezes
- Elliot Benchetrit
- Andrea Pellegrino
- Calvin Hemery
- Pedro Sousa

I seguenti giocatori sono entrati in tabellone come lucky loser:
- Kimmer Coppejans
- Ramkumar Ramanathan

## Campioni

### Singolare
Alexei Popyrin ha sconfitto in finale  Quentin Halys con il punteggio di 2–6, 7–6(5), 7–6(4).

### Doppio maschile
Rafael Matos /  David Vega Hernández hanno sconfitto in finale  Hugo Nys /  Jan Zieliński con il punteggio di 6–4, 6–0.